# Pseudelaeodes sogai
Pseudelaeodes sogai är en fjärilsart som beskrevs av Pierre E.L. Viette 1969. Pseudelaeodes sogai ingår i släktet Pseudelaeodes och familjen nattflyn. Inga underarter finns listade i Catalogue of Life.